# Ларсен, Оскар
Оскар Ларсен (норв. Oscar Larsen; 11 сентября 1887, Кристиания — 16 апреля 1975, Осло) — норвежский легкоатлет, выступавший в беге на средние дистанции. Участник летних Олимпийских игр 1908 и 1912 годов.

## Биография
Оскар Ларсен родился 11 сентября 1887 года в норвежском городе Кристиания (сейчас Осло).
Выступал в легкоатлетических соревнованиях за ИФ из Кристиании.
В 1908 году вошёл в состав сборной Норвегии на летних Олимпийских играх в Лондоне. В беге на 1500 метров занял в полуфинале 4-е место.
В 1912 году вошёл в состав сборной Норвегии на летних Олимпийских играх в Стокгольме. В беге на 800 метров занял в четвертьфинале 3-е место. В беге на 1500 метров занял в полуфинале 5-е место.
Умер 16 апреля 1975 года в Осло.

## Личные рекорды
- Бег на 800 метров — 2.03,5 (1911)
- Бег на 1500 метров — 4.18,6 (1912)